# 'Ndrina Musitano
I Musitano sono una 'ndrina della 'ndrangheta originaria di Platì.
Secondo gli inquirenti sarebbero vicini ai Mammoliti di Oppido Mamertina e sarebbero insediati, in Nord Italia: a Buccinasco e a Bareggio (in provincia di Milano), mentre in Canada nella città di Hamilton, in Ontario, vicino a Toronto, e anche in Brasile a Rio de Janeiro.

## Storia
Sarebbero presenti in Canada sin dal 1937, e precisamente da quando Angelo Musitano, detto la Belva di Delianuova si trasferì a Hamilton, in Ontario.

### Anni 1980 - l'omicidio di Domenico Musitano
Negli anni Ottanta avrebbero partecipato a un progetto per rapire Silvio Berlusconi.
Nel 1984 viene ucciso Rocco Musitano.
Nel 1986 viene ucciso il boss Domenico Musitano, che in quel periodo stava, secondo alcuni pentiti, trafficando nello smaltimento illegale di rifiuti tossici.
Nel 1988 viene ucciso Antonio Trimboli.

### Anni 1990 - Canada: la faida tra Musitano e Papalia e l'operazione Nord - Sud
Negli anni Novanta nel milanese si conclude l'operazione Nord-Sud e la relativa inchiesta che porta all'arresto anche di Vincenzo Antonio Musitano, condannato a 18 anni di carcere.
Nel 1997, la famiglia ha ordinato i colpi di mob di Johnny Papalia e Carmen Barillaro. Il colpevole per entrambi gli omicidi, Kenneth Murdock ha preso un motivo e ha chiamato Pat e Angelo come gli uomini che hanno ordinato gli omicidi. Entrambi i fratelli Musitano furono condannati nel 2000 a 10 anni per la cospirazione nell'omicidio di Carmen Barillaro, ma non di Papalia; Murdock è stato anche condannato a 10 anni. Nel 2007, i fratelli Musitano sono stati entrambi liberati dalla prigione.

### Oggi
Nel 2007 viene rilasciato Vincenzo Antonio Musitano.
Nell'operazione Rinnovamento viene arrestato il fratello Rosario Musitano insieme a Vincenzo, poi assolto.
Nel settembre 2015 a Hamilton il SUV di Pat Musitano va a fuoco, si sospetta un incendio doloso. Il 2 maggio 2017, Angelo Musitano viene ucciso nel suo camion sul vialetto della sua casa a Waterdown, Ontario, all'età di 39 anni. Il 10 luglio 2020, Pat Musitano viene ucciso nel parcheggio di una piazza commerciale di Burlington all'età di 52 anni.

## Attività criminali
Il clan sarebbe stato coinvolto nello smaltimento illegale di rifiuti tossici.

## Esponenti di spicco
- Angelo Musitano alias Angelo D'Agostino, detto la Belva di Delianuova (1909 - ?), condannato nel 1940 dalla corte d'assise di Palmi, emigrerà in Canada dove verrà arrestato 28 anni dopo nel 1965.
- Dominic Musitano (1938 - 1995).
- Antonio Musitano (1946 - 2019).
- Pasquale Musitano[7] (1968 - 2020).
- Angelo Musitano (1978 - 2017).
- Vicenzo Weihermann Musitano[6][7].
- Vincenzo Antonio Musitano (1962), detto Totò Brustia e residente a Vermezzo, genero di Giuseppe Perre, figlio di Elisabetta Barbaro, e referente di Giuseppe Barbaro, detto u nigru[6][7].
- Domenico Musitano (- 1986), detto u fascista, ex boss ucciso in un agguato davanti al tribunale di Reggio Calabria[8][14].